# صمت القبر
صمت القبر، بالأيسلندية Grafarþögn، رواية بوليسية من تأليف الكاتب الإيسلندي أرنالدور أندريداسون، وهي جزء من سلسلة رويات بوليسية من بطولة المحقق إرلندور. نشرت لأول مرة في عام 2001، أما الترجمة العربية للرواية فنشرت لأول مرة عام 2011.

## ملخص الرواية
تدور أحدات الرواية في ريكيافيك، حيث يتم إيجاد عظام بشرية بالصدفة في أحد مواقع البناء. تبدأ عملية التحقيق التي يقودها كل من الشرطي إرلندور وزميليه إيلنبورغ وسيغوردور أولي، ويبدو من الصعب التحقق من هوية الشخص الذي يعود إليه الهيكل العظمي، فهو موجود هناك منذ أكثر من سبعين سنة. تعود الرواية لتعرض أحداث قبيل الحرب العالمية الثانية، أين تتعرف الشابة مارغريت على رجل يدعى غريمور، وسرعان ما تتطور العلاقة بينهما وتقرر الزواج منه، لكنه يحول حياتها إلى جحيم، فهو رجل سادي يستمتع بتعذيبها وضربها باستمرار، والإساءة إلى ابنتها المعاقة ميكلينا التي أنجبتها من عشيقها السابق، لكنه اختفى في رحلة صيد بحرية ولم يعد. رغم أن الزوجين ينجبان طفلين، سيمون وتوماس، لكن معاملة غريمور لأسرته لا تتحسن. تعرض الرواية جانبا من حياة رجل يدعى بنيامين، كان يملك منزلا بالقرب من الموقع الذي وجد به الهيكل العظمي. بنيامين كان بصدد الزواج من خطيبته، إلا أن هذه الأخيرة تفسخ الخطوبة بشكل مفاجئ، وتختفي بعدها ليشاع أنها رمت بنفسها في البحر. كما تصور الرواية جزءا من حياة إرلندور ومعاناته مع طليقته وابنته المدمنة على المخدرات. كل هذه الجوانب من حياة أشخاص مختلفين يبدو أنها مرتبطة في النهاية، ليصل المحقق إلى حل لغز الهيكل العظمي.

## الجوائز
حصلت الرواية على جائزتين: جائزة غلاس كاي لأفصل رواية جريمة إسكندنافية (2003)، وجائزة غولد داغر المقدمة من طرف الجمعية البريطانية لكتاب روايات الجريمة (2005)، كما رشحت لنيل جائزة باري عام 2006.

## روابط خارجية
- صفحة مؤلف الرواية على موقع goodreads.
- معلومات وملخص عن الرواية على موقع goodreads.